# Aloyzas Sakalas
Aloyzas Sakalas (n. 6 iulie 1931, Anykščiai⁠(d), Județul Utena, Lituania – d. 18 iulie 2022, Vilnius, Lituania) a fost un om politic lituanian, membru al Parlamentului European în perioada 2004-2009 din partea Lituaniei.